# 13248 Fornasier
13248 Fornasier eller 1998 MT37 är en asteroid i huvudbältet som upptäcktes den 24 juni 1998 av LONEOS vid Anderson Mesa Station. Den är uppkallad efter astronomen Sonia Fornasier.